# 虚空项目
虚空项目（英語：Akasha Project）是一个基于以太坊的去中心化的社会化媒体网络，启动于2016年5月3日。该平台上，用户可以发表自己的创作、对其他用户的创作发表意见，它也允许用户通过该平台获得金钱利润。项目的创始人为罗马尼亚人米哈伊·阿利西，以太坊创始人维塔利克·布特林担任顾问。有评论认为其缺点为交易成本较高。星际文件系统为项目提供支持，平台上任何言论都无法被审查。目前，平台支持Linux、MacOX以及Windows系统。